# Nana Foulland
Nana F. Foulland, né le 21 octobre 1995 à New York dans l'État de New York, est un joueur américano-ghanéen de basket-ball. Il évolue au poste de pivot.

## Biographie

### Carrière universitaire
En 2014, il entre à l'université Bucknell en provenance du lycée Berks Catholic à Reading en Pennsylvanie. Entre 2014 et 2018, il joue pour le Bison de Bucknell (en).
À la fin de sa première année universitaire il est nommé dans le meilleur cinq majeur des joueurs de première année de la Patriot League.
Durant sa deuxième année, la saison de sophomore, il a des moyennes de 11,8 points et 6,9 points par match et est nommé dans le second meilleur cinq majeur de la Patriot League.
À la fin de sa troisième année universitaire, la saison de junior, il est nommé joueur de l'année de la Patriot League, défenseur de l'année de la conférence, dans le meilleur cinq majeur de la Patriot League aux côtés de son camarade de classe Zach Thomas, et reçoit une mention All-American par l'Associated Press. Foulland aide son équipe des Bison lors de la saison régulière, à remporter le titre de champion de la Patriot League et à glaner une place dans le tournoi NCAA 2017.
Avant le début de la saison 2017-2018, Foulland est choisi pour devenir le meilleur joueur de l'année de la Patriot League tandis que Bucknell défend son titre de champion de la Patriot League. Il est nommé sur la liste des prétendants au Karl Malone Award. Le 22 décembre 2017, Fouland réalise son meilleur match universitaire avec 30 points (en tirant à 12 sur 15) lors de la victoire contre La Salle.
Après sa dernière saison universitaire, Foulland est nommé dans le meilleur cinq majeur de Patriot League.

### Carrière professionnelle
Le 21 juin 2018, il n'est pas sélectionné lors de la draft 2018 de la NBA. En juillet 2018, il participe à la NBA Summer League 2018 de Las Vegas avec les Timberwolves du Minnesota. Le 26 juillet 2018, il signe son premier contrat professionnel en Israël, à l'Ironi Nahariya. En 14 matches joués avec Nahariya, il a des moyennes de 8,1 points et 6,6 rebonds par match, tirant à 59% de réussite aux tirs. Le 1er mars 2019, il part en Roumanie où il signe à l'U-BT Cluj-Napoca.
En août 2021, Foulland s'engage avec le Boulazac Basket Dordogne, club de deuxième division française.

## Statistiques

### Universitaires
| Saison    | Équipe        | Matchs | Titul. | Min./m | % Tir | % 3pts | % LF | Rbds/m. | Pass/m. | Int/m. | Ctr/m. | Pts/m. |
| --------- | ------------- | ------ | ------ | ------ | ----- | ------ | ---- | ------- | ------- | ------ | ------ | ------ |
| 2014-2015 | Bucknell (en) | 34     | 33     | 24,4   | 54,9  | 0,0    | 55,7 | 5,44    | 0,68    | 0,44   | 1,09   | 10,18  |
| 2015-2016 | Bucknell      | 31     | 30     | 26,4   | 53,6  | 0,0    | 49,7 | 6,87    | 0,77    | 0,52   | 1,35   | 11,77  |
| 2016-2017 | Bucknell      | 34     | 34     | 27,6   | 63,0  | 0,0    | 56,1 | 7,76    | 1,21    | 0,76   | 2,12   | 15,03  |
| 2017-2018 | Bucknell      | 35     | 35     | 28,6   | 58,7  | 0,0    | 55,7 | 7,00    | 1,31    | 0,51   | 1,74   | 15,20  |
| Total     | Total         | 134    | 132    | 26,8   | 57,9  | 0,0    | 54,4 | 6,77    | 1,00    | 0,56   | 1,58   | 13,09  |

### Professionnelles
| Saison    | Équipe           | Matchs | Titul. | Min./m | % Tir | % 3pts | % LF | Rbds/m. | Pass/m. | Int/m. | Ctr/m. | Pts/m. |
| --------- | ---------------- | ------ | ------ | ------ | ----- | ------ | ---- | ------- | ------- | ------ | ------ | ------ |
| 2018-2019 | Ironi Nahariya   | 14     | 4      | 19,7   | 59,0  | 0,0    | 46,7 | 6,57    | 0,50    | 0,50   | 0,79   | 8,07   |
| 2018-2019 | U-BT Cluj-Napoca | 14     | 8      | 20,3   | 69,2  | 0,0    | 40,5 | 6,07    | 1,43    | 0,50   | 0,86   | 8,79   |

## Palmarès

### Distinctions personnelles
- AP Honorable Mention All-American (2017)
- Patriot League Player of the Year (2017)
- Patriot League Defensive Player of the Year (2017)
- 2× First-team All-Patriot League (2017, 2018)
- 2× Patriot League All-Defensive team (2017, 2018)
- Patriot League All-Rookie Team (2015)